# André Joubin
André Joubin (né à Laval le 11 avril 1868 - mort en Gironde en janvier 1944) est un archéologue et conservateur de musée français.

## Biographie

### Enfance et études
Victor, le père de Daniel Œhlert, et Pierre Crié, le père de Pauline et Olivier Joubin, grand-père d'André Joubin, formaient un trio d'amis, habitant Laval et se réunissant souvent.

### Archéologie
Entré à l'École normale supérieure en 1886, membre de l'École française d'Athènes à partir de 1889, il séjourne en Orient et y recueille de nombreuses inscriptions. Il explore Stratos puis, en 1891-1892, accomplit une mission en Crète avec Joseph Demargne pour tenter de mettre Cnossos sous l'égide française.
Détaché au musée de Constantinople en 1893 pour y classer les collections et en publier le catalogue, il établit un projet de création d'un Institut français d'archéologie à Constantinople, qui sera réalisé en 1930.
Titulaire de la chaire d'archéologie classique de Montpellier, conservateur du Musée Fabre (1915-1920), il en enrichit les collections.
Directeur de la Bibliothèque d'art et d'archéologie, fondation Jacques Doucet à Paris, il se consacre à partir de 1927 à la publication et à l'étude des œuvres écrite d'Eugène Delacroix et reçoit en 1937 le Prix d'Académie pour son ouvrage Correspondance générale d'Eugène Delacroix.

## Travaux
- Catalogue des sculptures grecques, romaines, byzantines et franques, 1893
- Catalogue des monuments funéraires, 1898
- La Sculpture grecque entre les guerres médiques et l'époque de Périclès, 1901
- De sarcophagis Clazomeniis, 1901
- « Deux amies de Delacroix : Mme Élisabeth Boulanger-Cave et Mme Rang-Babut », La Revue de l’art ancien et moderne, Paris, vol. 57, no 312,‎ janvier 1930, p. 57-94 (lire en ligne [PDF], consulté le 19 octobre 2016).
- Correspondance générale d'Eugène Delacroix, 5 vols., 1935-1938
- Journal d'Eugène Delacroix, 3 vols., 1932

## Documentation
Ses archives sont déposées à l'Institut national d'histoire de l'art.